# Municipio de East Lackawannock
El municipio de East Lackawannock  (en inglés: East Lackawannock Township) es un municipio ubicado en el condado de Mercer en el estado estadounidense de Pensilvania. En el año 2020 tenía una población de 1.669 habitantes y una densidad poblacional de 30.3 personas por km².

## Geografía
El municipio de East Lackawannock se encuentra ubicado en las coordenadas 41°12′00″N 80°16′59″O / 41.20000, -80.28306.

## Demografía
Según la Oficina del Censo en 2000 los ingresos medios por hogar en la localidad eran de $41,250 y los ingresos medios por familia eran $44,948. Los hombres tenían unos ingresos medios de $35,489 frente a los $21,731 para las mujeres. La renta per cápita para la localidad era de $16,589. Alrededor del 15,0% de la población estaban por debajo del umbral de pobreza.